# Omekšavanje vode
Omekšavanje vode ili mekšanje vode je postupak kojim se iz tvrde vode uklanjaju kalcijevi i magnezijevi ioni, najčešće se vrši ionskim izmjenjivačima koji uklonjene ione zamjenjuju natrijevim ionima. Voda nakon takve obrade se naziva omekšana voda. Omekšavanje vode izvodi se uglavnom primjenom tri osnovna postupka: zagrijavanjem vode, kemijskim omekšavanjem vode dodavanjem raznih kemikalija kao što su nitrati ili kaustična soda (stariji načini) i omekšavanje vode primjenom neutralne ionske izmjene (moderniji način). Kemijsko taloženje se provodi uglavnom kod većih energetskih sustava, dok se kod malih energetskih sustava i u industriji koriste ionski izmjenjivači. Omekšavanje vode provodi se kod obrade vode za industrijsku upotrebu, u pripremi rashladne ili napojne vode, te u prehrambenoj industriji proizvodnji piva i bezalkoholnih pića.
Dekarbonizacija vode podrazumijeva djelomično omekšavanje vode, odnosno uklanjanje soli karbonatne tvrdoće [Ca(HCO3)2 i Mg(HCO3)2]. Dekarbonizacija se može provesti toplinskom obradom vode, dodavanjem gašenog vapna u vrućem ili hladnom stanju, te kiselinom ili slabo kiselim ionskim izmjenjivačem, u cilju pripreme vode kod proizvodnje piva i bezalkoholnih pića, te u pripremi napojnih ili rashladnih voda. Uklanjanje ukupne, odnosno karbonatne tvrdoće kemijskim putem podrazumijeva primjenu sljedećih taložnih sredstava: kalcijev hidroksid (gašeno vapno), natrijev karbonat (kalcinirana soda), natrijev hidroksid (kaustična soda), te fosfatne soli.

## Ionska izmjena
Ionska izmjena je postupak koji uključuje upotrebu ionskih izmjenjivača koji mogu vezati ione iz otopine, a otpuštati jednaku (ekvivalentnu) količinu vlastitih iona. Ionski izmjenjivači su uglavnom visokopolimerni spojevi (postoje i mineralni) koji imaju svojstvo da vežu ione iz otopine, a pri tome oslobađaju jednaku količinu istoimeno nabijenih iona. Ion ionske smole sadrži različite kopolimere čvrsto vezane u trodimenzionalanu strukturu na koju su pričvršćene ionske skupine. Ovisno o strukturi imamo kationske i anionske izmjenjivače. Upotrebljavaju se za prečišćavanje različitih otopina, lijekova, omekšavanje ili demineraliziranje vode i drugo.
Ionska izmjena je postupak pri kojem se koristi sposobnost određenih tvari da ione iz vlastite molekule zamijene za ione iz kapljevine. Ionski izmjenjivači su netopive visokomolekularne tvari (ionske smole), s pozitivnim ili negativnim nabojem, koje ione izmjenjuju bez vidljivih fizičkih promjena. Prema kemijskom sastavu ionski izmjenjivači mogu biti anorganski ili organski, te prirodni ili sintetski. S obzirom na ulogu dijele se na kationske ili anionske ionske izmjenjivače. Vanjski oblik ionske smole je različit, pa mogu biti u obliku cijevi, kuglica, vlakana ili membrane. Različiti zahtjevi pročišćavanja otpadne vode primjenom ionske izmjene pri uklanjanju neželjenih iona iz vode mogu se postići primjenom samo jedne vrste ionske smole ili kombinacijom više njih.
Prirodni anorganski alumosilikatni izmjenjivači su gline (npr. montmorilonit) i zeoliti (npr. analcit, kabazit), a sintetski gel permutiti (za omekšanje vode). Prirodni organski izmjenjivači su npr. ugljeni i celuloza, koja je hidrofilne i porozne naravi, pa je izmjena iona brza. Ona može biti neobrađena ili obrađena uvođenjem izmjenjivačkih skupina. U modernoj laboratorijskoj praksi prirodni ionski izmjenjivači zamijenjeni su sintetskim produktima, ionskim smolama koje datiraju negdje od polovice 20. stoljeća. Važni su i sintetski gel izmjenjivači dobiveni iz poprečno vezanog dekstrana (Sephadex) ili poliakrilamida (Bio-Gel). To su i molekularna sita. Svi navedeni ionsko-izmjenjivački materijali netopljivi su u vodi, ali mogu izmjenjivati vlastite pokretljive protuione s ionima iz okolnog medija, npr. iz morske vode koja sadrži oko 0,7 mol/dm3 elektrolita.

## Tvrdoća vode
Tvrdim vodama se nazivaju vode s visokim, a mekim s niskim sadržajima iona kalcija Ca+2 i magnezija Mg+2. Pri grijanju vode dolazi do remećenja kemijske ravnoteže i izdvajanja taloga: 
Ca+2 + CO3–2 =>  ↓CaCO3↓
Mg+2 + 2 OH– => ↓ Mg(OH)2↓
U sustavima grijanja, na mjestima snažne izmjene topline dolazi do jakog taloženja i stvaranja čvrstih naslaga na stjenkama kroz koje se izmjenjuje toplina (npr. cijevni električni grijači vode u strojevima za pranje rublja, cijevi zaslona parnih kotlova). Izdvojene naslage ili kamenac svojim dodatnim toplinsko-izolacijskim djelovanjem ometaju izmjenu topline. U početku samo se smanjuje koeficijent korisnog učinka izmjenjivača topline, a najgora je konačna posljedica eksplozija parnog kotla. Kako bi se ovo spriječilo, voda se prije punjenja ili dopunjavanja sustava grijanja omekšava taloženjem Ca+2 i Mg+2 iona kemijskim postupcima ili njihovim zadržavanjem u ispunama ionskih izmjenjivača. Kemijsko taloženje se provodi uglavnom kod većih energetskih sustava, dok se kod malih energetskih sustava i u industriji koriste ionski izmjenjivača. Ako je to potrebno, ionski izmjenjivačai se izvode u paru (radni/pričuvni), ali, često je dovoljan i samo jedan ionski izmjenjivač (etažni sustav centralnog grijanja). U oba slučaja, nakon protjecanja određene količine vode ionska smola, kojom je ispunjen ionski izmjenjivač, biva zasićena Ca+2 i Mg+2 ionima i mora se obnoviti (regenerirati). Obnova ionskih smola se obavlja s otopinama klorovodične kiseline (zamjena kationa s H+ ionima) i natrijeve lužine (zamjena aniona s OH– ionima). 
Kod generatora pare tekuća voda prelazi u paru koja se koristi za različite tehnološke potrebe. U tekućoj vodi koja isparava dolazi do povećanja koncentracije otopljenih iona i porasta njene gustoće. Porast gustoće vode preko određene granica doveo bi do poremećaja rada generatora pare, te ugušćenu vodu treba blagovremeno ispustiti iz generatora pare (odmuljivanje), što je praćeno značajnim gubicima. Kako bi se ispuštanje vode smanjilo, voda se prije ulaza u kotao priprema postupkom demineralizacije ionskim izmjenjivačima.

### Vrste tvrdoće vode
Ustvari razlikujemo 3 vrste tvrdoće vode:
- stalna ili nekarbonatna tvrdoća vode (za vodu koja u sebi sadrži soli kalcija i magnezija u obliku sulfata ili nitrata);
- privremena ili karbonatna tvrdoća vode (za vodu koja u sebi sadrži soli kalcija i magnezija u obliku bikarbonata);
- ukupna tvrdoća vode (stalna + privremena).